# Carlo da Camerino
Carlo da Camerino era el nombre de un supuesto pintor italiano activo en las Marcas a finales del siglo XIV y principios del XV. En realidad, las obras a él atribuidas fueron pintadas por Olivuccio di Ciccarello. Carlo da Camerino nunca existió y su presencia en los libros de historia del arte se debe a un error de interpretación del crítico Federico Zeri. En una tabla fechada en 1396 y conservada en la iglesia de San Miguel Arcángel de Macerata Feltria, aparece la inscripción
ALV......DECI..CARELLU DA CAMERINO PIN...
que Zeri leyó como:
CAROLLU DA CAMERINO PINXIT (Carlo da Camerino lo pintó).
A raíz de esta atribución, se adjudicaron a este supuesto pintor otras obras de estilo similar, que parecían ejecutadas por la misma mano, entre otras la Virgen con el Niño de Mondavio, del año 1400.
En 2002 se hizo en Camerino una exposición sobre el Quattrocento. El historiador Matteo Mazzalupi reinterpretó la inscripción como
ALVUCCIU DE CICCARELLU DA CAMERINO PINXIT (Olivuccio di Ciccarello da Camerino lo pintó).
A partir de entonces se ha aceptado la nueva lectura y todas las obras atribuidas a Camerino han pasado a considerarse propias de Olivuccio di Ciccarello.